# Жидельов Микола Федорович
Микола Федорович Жидельов (рос. Николай Фёдорович Жиделёв, * 3 березня 1929, с. Логіново, Івановська область , РСФСР, СРСР — 24 жовтня 2003, м. Гайворон, Кіровоградська область, Україна) — український графік і живописець.

## З біографії та вшанування
Закінчив Сімферопольське художнє училище (1948), Московський художній інститут (1959; викладачі М. Алексич, П. Суворов).
Працював у Кіровоградському відділенні Художнього фонду СРСР. Від 1963 року — художник-оформлювач у місті Гайвороні.
М. Ф. Жидельов — учасник всесоюзних, всеукраїнських мистецьких виставок від 1957 року. Персональна виставка — у Гайвороні (2001).
1999 року у Гайворонському Будинку культури відкрито постійно діючу виставку творів художника, від 2005 року — діє як художньо-меморіальна зала митця у районному краєзнавчому музеї.
Жидельову Миколі Федоровичу присвоєно звання почесного громадянина міста Гайворона, в якому він жив і працював, зображував його на полотнах, помер і похований.

## З творчості
Головні творчі галузі Миколи Жидельова — станковий живопис та графіка. У традиціях класичного реалізму створював пейзажі, натюрморти, портрети, тематичні картини.
Творчості митця притаманні витонченість письма, довершеність композиції, використання всієї повноти кольорової гами для створення оптимістичного настрою, підкреслення краси й ваги буденного засобами вдало обраного ракурсу, органічного відчуття й передачі світлотіні.
З-поміж творів М. Ф. Жидельова:
- офорти — «Березова алея», «У лісі», «Сутінки», «Ніч», «Млин», «Сосновий бір» (усі — 1954), «Весняний мотив», «Місячна ніч», «Озеро» (усі — 1955), «Лісова галявина» (1956), «Старі дерева» (1957), «Вітряний день» (1960), «Надвечір'я» (1961), «Повінь», «Річка В'ятка», «Перерва на обід» (усі — 1962);
- літографії — «Діброва», «Старий млин», «Літо» (усі — 1954);
- ліногравюри — «Свіжий вітер» (1955), «Вокзал. Кіров» (1962), «Закарпатський мотив» (1967);
- акварелі — «Іде дощ», «Човни. Південний Буг», «Крига скресла» (усі — 1961), «Тиша», «Повінь» (обидві — 1962), «Стежки», «Каміння. Південний Буг» (обидві — 1963), «Новобудови» (1965), «Дочка Люба» (1970), «Північний Кавказ» (1971), «Син Андрій» (1975), «Цвіте вишня» (1979), «Золота осінь» (1990);
- пастелі — «Гори, освітлені сонцем», «Морський берег», «Кабардинка» (усі — 1976);
- живопис — «Сухий струмок», «Лісова стежка» (обидва — 1954), «Стара фортеця. Кам'янець-Подільський», «Буг до перекриття» (обидва — 1958), «Гайворонський гранкар'єр» (1959), «Яблука», «Вечір. Південний Буг» (обидва — 1960), «Осінь» (1961), «Долина Південного Бугу» (1965), «Ужгород (Вечір)», «Карпати (Виноградники)» (обидва — 1967), «Загорськ» (1968), «У горах» (1970), «Дружина» (1970; 1979), «Автопортрет» (1971), «Іриси» (1984), «Натюрморт із чеканкою» (1987).

## Джерело-посилання
Панченко Л. Г. Енциклопедія сучасної України / ред. кол.: І. М. Дзюба [та ін.] ; НАН України, НТШ. — К. : Інститут енциклопедичних досліджень НАН України, 2001–2025. — ISBN 966-02-2074-X.